# 直接強制
直接強制（ちょくせつきょうせい）とは、民法414条において、債務者が任意に債務を履行しないときは、債権者は、その強制履行を裁判所に請求することができるとする権利のうち、その強制履行の種類のひとつである。国家権力により債権の内容を直接に実現する方法をいう。
なお、強制履行のそのほかの種類に代替執行、間接強制がある。また、行政上の強制手段の中に直接強制がある。行政上の直接強制とは、義務の不履行に対し、直接、義務者の身体または財産に実力を加え、義務を履行する事を言う。

## 直接強制にまつわるエピソード
- 離婚などの際、子供の親権を巡って両親の間での紛争が多発しているが、子供のどちらかの親への引き渡しに当たり強制執行を実施する際、従来は間接強制が主体だったのが、2010年には直接強制が120件にも及んでいたことが、最高裁が2011年に行った初の実態調査によって判明した。子供の引き渡しを巡っての強制執行に当たっては、これまで明確なルールが定められておらず、最高裁では運用の改善に向け、ルール作りを実施するとしている[1]。